# Kasteel van Saint-Geniès (Dordogne)
Het Kasteel van Saint-Geniès (Frans: Château de Saint-Geniès) is een kasteel in de Franse gemeente Saint-Geniès. Het kasteel is een beschermd historisch monument sinds 1976.